# 44-й егерский полк
44-й егерский полк

## Формирование полка
Сформирован 19 октября 1810 г. из Великолуцкого мушкетёрского полка. 16 июля 1819 г. переименован в 45-й егерский. По упразднении егерских полков 28 января 1833 г. полтора батальона были присоединены к Выборгскому и Петровскому (старому) пехотным полкам. Старшинство полка сохранено не было.

## Кампании полка
По своём сформировании полк был направлен в Финляндию в 21-ю пехотную дивизию. С началом Отечественной войны из полка был выделен усиленный сводный батальон, назначенный сначала в состав десантного отряда Штейнгеля, на затем отправленный в корпус Витгенштейна, с которым и принял участие в боях с французами.

## Знаки отличия полка
Из знаков отличия 44-й (45-й) егерский полк имел знаки на головные уборы для нижних чинов с надписью «За отличие», пожалованные за подвиги в войнах против Франции. При упразднении полка знаки также были упразднены, взамен Выборгскому полку было пожаловано полковое Георгиевское знамя с надписью «За отличие в войне против французов в 1812, 1813 и 1814 годах».

## Шефы полка
- 19.10.1810 — 30.12.1810 — генерал-майор фон Миллер, Андрей Логинович
- 27.02.1811 — 30.09.1811 — полковник Малеев
- 30.09.1811 — 01.09.1814 — полковник (с 11.01.1814 генерал-майор) Ридингер, Александр Карлович

## Командиры полка
- 19.10.1810 — 28.08.1811 — подполковник Герике, Иван Христианович
- 13.01.1813 — 20.12.1818 — майор (с 24.08.1813 подполковник, с 01.12.1814 полковник) Рыдзевский, Антон Иванович
- 31.12.1818 — ? — подполковник Винтер
- 20.03.1825 — ? — подполковник Достанич
- 10.08.1828 — 30.04.1834 — полковник Пацовский, Андрей Григорьевич.